# Ган, Адольф Фёдорович
Адольф Фёдорович Ган (эст. Adolf Theodor Hahn, 8 октября 1832 года, д. Ухора Ямбургского уезда — 1 августа 1914 года, Нарва) — русский инженер, общественный деятель. Нарвский городской голова (1873—1877 и 1882—1884).

## Биография
Родился в семье Фридриха-Бернгарда-Теодора Гана (21.03.1801, Нойбранденбург, Мекленбург-Передняя Померания) и его жены Доротеи, урожденной Лейздорф (24.03.1804, Нарва — 14.03.1874).
В 1851 году окончил с золотой медалью и званием инженер-технолог Санкт-Петербургский практический технологический институт. С 1855 года жил в Нарве. Работал директором Общества Кренгольмской Мануфактуры.
Инициатор превращения старой рыбацкой деревни Хунгербург в хорошо развитый курорт Нарва-Йыэсуу (1873). Автор проекта Курзала (Кургауз, 1882), который был возведён на его средства. Пожертвовал здания для церковно-приходской школы Яановской церкви, Нарвскому городскому училищу и Нарвской женской гимназии.
В 1875 году в Нарве по инициативе Гана была построена лестница из Старого города (от улицы Койдула) к мосту через Нарву («лестница Гана»).
Почётный гражданин Нарвы (1878).
При организации Музея имени супругов Лаврецовых Ган стал попечителем музея.
Похоронен на Братском кладбище Северо-Западной армии в Нарве.
Планируется провести мероприятия в память Адольфа Гана и дать одной из улиц Нарвы его имя.

## Память
В честь инженера была названа лестница.

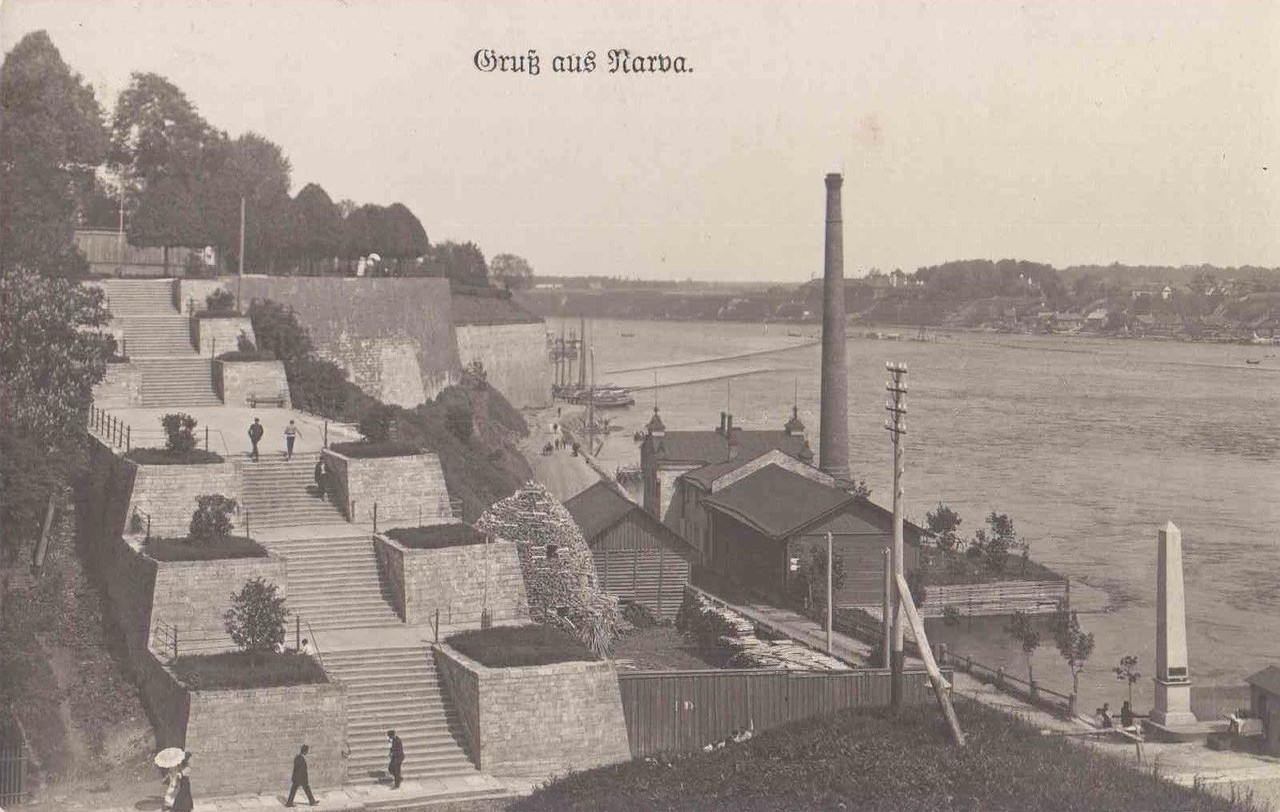
Лестница Гана